# 加蘭堡 (科羅拉多州)
加蘭堡（英語：Fort Garland）是位於美國科羅拉多州科斯蒂亞縣的一個人口普查指定地區。

## 地理
加蘭堡的座標為37°25′46″N 105°26′07″W / 37.42944°N 105.43528°W，而該地最高點為海拔高度2419米（即7936英尺）。

## 人口
根據2010年美國人口普查的數據，加蘭堡的面積為0.97平方千米，均為陸地。當地共有人口433人，而人口密度為每平方千米446人。